# Zeeman (cratère)
 (mars 2025).
Si vous disposez d'ouvrages ou d'articles de référence ou si vous connaissez des sites web de qualité traitant du thème abordé ici, merci de compléter l'article en donnant les références utiles à sa vérifiabilité et en les liant à la section « Notes et références ».
Pour les articles homonymes, voir Zeeman.

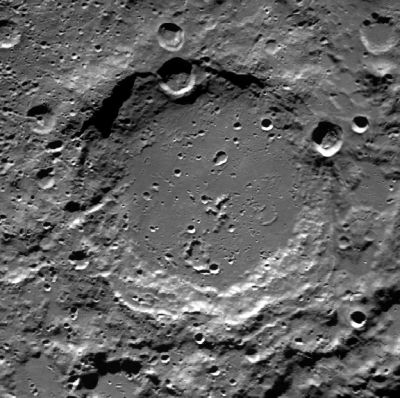
Image du cratère Zeeman depuis la sonde Clementine

Zeeman est un cratère d’impact lunaire situé sur la face cachée de la Lune, près de son pôle sud. Il n’est pas directement visible depuis la Terre. Au nord-ouest de Zeeman se trouve le cratère Numerov. Au sud-est du bord se trouve le cratère Ashbrook.
Le bord extérieur de Zeeman est érodé de manière quelque peu irrégulière, avec des variations considérables de la largeur des pentes intérieures. Le cratère Zeeman Y se trouve de l’autre côté de la paroi nord, atteignant presque le sol intérieur relativement plat. Dans le bord ouest se trouve un petit cratère qui rejoint une entaille qui descend jusqu’au sol. La surface de l’intérieur est grêlée par de nombreux minuscules cratères et des caractéristiques de cratère usées. Il y a une faible élévation centrale, décalée vers le sud-est du point médian intérieur.
Un massif inhabituel (officiellement) sans nom est présent dans la partie nord-ouest du bord, qui s’élève à environ 4,0 km au-dessus des parties adjacentes du bord et à environ 7,57 km au-dessus du fond du cratère.  La formation du massif ne semble pas s’expliquer simplement par l’impact qui a créé le cratère.